# Ramp met de UK-204
De ramp met de UK-204 'Johanna' vond plaats op 13 april 1969. Tijdens slecht weer stoomde de 23 meter lange kotter over het IJsselmeer naar de Urker thuishaven. Vanuit de sluizen in de Afsluitdijk had schipper Kees de Boer nog naar zijn vrouw gebeld om te laten weten dat hij bijna thuis zou zijn. Op deze zaterdagmorgen voeren meer kotters naar huis en het contact werd verloren. Men dacht aan een technische storing, maar toen het schip niet aankwam in Urk, werd alarm geslagen. Onmiddellijk werd een zoekactie opgetuigd. Tegen middernacht werden enkele spullen uit het water gevist die herkend werden als afkomstig van de UK-204. Urk besefte dat men opnieuw (tussen 1966 en 1968 waren reeds de UK 58, UK 223, UK 154 en de UK 91 vergaan met in totaal 20 doden) met een scheepsramp te doen had. Het vergaan van een schip op het IJsselmeer beroerde Urk, want men verwachtte dat een Noordzeekotter op het IJsselmeer niet snel zou kunnen vergaan.
Tijdens de kerkdiensten van zondagmorgen 14 april werd het vergaan van de UK-204 meegedeeld in alle Urker kerken en werden schippers opgeroepen na de dienst naar boord te gaan om de vermisten te zoeken. Vanaf de kant volgden honderden met onder meer verrekijkers de zoekactie. Op 20 april werd het schip gelicht en werden drie doden geborgen. Enkele weken later werd ook het lichaam van de vermiste Sjouke Vink gevonden bij de Rotterdamse hoek, halverwege de dijk Urk-Lemmer.
De scheepvaartinspectie vermoedde dat tijdens een zware zee de boomkor overboord is gespoeld en waarschijnlijk de winch op de rem is gezet door de schipper, waarna het schip is gekapseisd. Eerder al waren twee bemanningsleden aangespoeld.
De omgekomenen waren:
- Cornelis de Boer. 48 jaar.
- Meindert de Boer. 17 jaar.
- Jan-Willem de Boer. 15 jaar.
- Sjouke Vink. 23 jaar.
- Jan van der Lee. 18 jaar.